# جيش رجال الطريقة النقشبندية
جيش رجال الطريقة النقشبندية هو مليشيا مسلحة بعثية صوفية من أتباع الطريقة النقشبندية، أسسه عزة الدوري نائب الرئيس العراقي السابق صدام حسين سنة 2003 لمقاومة الاحتلال الأمريكي والحكومة العراقية التي يصفها بالطائفية ويقدم نفسه مدافعًا عن السنّة المهمّشين، وينشط شمال العراق وله أتباع في المناطق الكردية، وتشير التقديرات غير الرسمية إلى أن الجماعة تضم ما بين 1000 و5000 شخص. شارك في بداية الحرب الأهلية العراقية عام 2014 التي أطاحت بالمحافظات العراقية السّنّية.

## تاريخ
التفاصيل الدقيقة حول ظهور جيش رجال الطريقة النقشبندية غير واضحة، على الرغم من أنه من المفترض عمومًا أن المجموعة تأسست في صيف عام 2003 وتتكون من أعضاء سابقين في جيش صدام حسين، بما في ذلك أعضاء سابقون في الحرس الجمهوري، ومسؤولون سابقون في حزب البعث، ووكلاء سابقون في الأمن والاستخبارات العسكرية (للهم صلات بالدوري) الذين يسعون إلى محاربة قوات التحالف وإخراجها من العراق واستعادة النظام القديم في ظل الإيديولوجية البعثية.
على الرغم من أن جيش رجال الطريقة النقشبندية لم يظهر كجماعة إلا في عام 2006، إلا أن أعضاء جيش رجال الطريقة النقشبندية شاركوا في أعمال مناهضة للتحالف في وقت سابق من الحرب، مثل الهجوم على فندق الرشيد ببغداد عام 2003، ومعركة الفلوجة الأولى عام 2004، حيث كان العديد من رجال الدين النقشبندية المرتبطين بجيش رجال الطريقة النقشبندية من بين الضحايا.
نشأت جماعة جيش رجال الطريقة النقشبندية في الأصل كجماعة مسلحة في ديسمبر 2006، بعد إعدام صدام حسين. وكان تركيز الجماعة الأصلي على حماية النقشبندية والصوفية السنية في العراق من القمع الذي كانوا يواجهونه من قبل الجماعات المتمردة الإسلامية السلفية المتطرفة، وخاصة تنظيم القاعدة في العراق ، الذي عارضت أيديولوجية جماعة جيش رجال الطريقة النقشبندية الصوفية.

## العلاقة مع القوى والتنظيمات الأخرى
اعتبر جيش رجال الطريقة النقشبندية حليفا رئيسيا لتنظيم الدولة الإسلامية (داعش)، إلا انهما تصادما لاحقا، فبعد أيام على رسالة صوتية منسوبة لعزة الدوري في تموز/يوليو 2014 يشيد فيها بتنظيم الدولة الإسلامية في العراق والشام «داعش»، نسب إلى داعش إعدام 12 من جيش النقشبندي، ولاحقا صدرت رسائل عن جيش الطريقة النقشبندية وحزب البعث العراقي المنحل يرفض التهجير القسري، مهاجما سلوك تنظيم «داعش» مؤكدا أنه سيقاوم ما وصفه «القوة التكفيرية الإرهابية المدسوسة» وفي أبريل 2015 اتخذ الدوري موقفا يدعو لمحاربة داعش ويؤيد فيها عملية عاصفة الحزم في اليمن ضد الحوثيين ودعا النظام السوري «لترك الحكم من أجل وحدة سوريا».

### تحارب حاليًا
- الجيش العراقي.
- الشرطة العراقية.
- قوات الصحوة العراقية.[بحاجة لمصدر]
- ميليشيات شيعية متنوعة مثل «عصائب أهل الحق» و«جيش المهدي» و«فيلق بدر».[بحاجة لمصدر]
- الحرس الثوري الإيراني.[بحاجة لمصدر]

## وصلات خارجية
الموقع الرسمي لجيش رجال الطريقة النقشبندية